# آخرین شاهد (فیلم ۲۰۰۱)
آخرین شاهد (انگلیسی: The Last Witness؛‏ کره‌ای: 흑수선) فیلم دلهره‌آور محصول سال ۲۰۰۱ کره جنوبی به کارگردانی به چانگ هو و با بازی لی جونگ جه، آن سونگ کی و لی می یون است. این فیلم بر پایه رمانی با همین نام اثر کیم سونگ جونگ است و دومین فیلم اقتباسی از این رمان پس از فیلم سال ۱۹۸۰ به‌شمار می‌رود.

## بازیگران
- لی جونگ جه در نقش کارآگاه اوه
- آن سونگ کی در نقش هوانگ سوک
- لی می یون در نقش جی هه
- جونگ جون هو در نقش هان دونگ جو
- لی کی یونگ در نقش یانگ